# Patrice Loko
Patrice Loko (* 6. Februar 1970 in Sully-sur-Loire/Département Loiret) ist ein ehemaliger französischer Fußballspieler.

## Die Vereinskarriere
Der Stürmer, Nachkomme kongolesischer Einwanderer, durchlief die Nachwuchsschule des FC Nantes, die als eine der besten Talentschmieden des Landes gilt; 1983 spielte er erstmals in der Schülernationalmannschaft (Équipe de France cadets), 1986 in der Équipe de France juniors und eine große Karriere schien vorbestimmt. Sein erstes Spiel für Nantes in der Division 1 bestritt Loko im April 1989. Zwischen 1989 und 1995 war er, von einer längeren verletzungsbedingten Unterbrechung 1993/94 abgesehen, aus der Stammformation des Klubs nicht fortzudenken. Mit Loko, Christian Karembeu, Claude Makélélé, Reynald Pedros und Nicolas Ouédec (alle zwischen 1970 und 1973 geboren, alle später französische Nationalspieler) besaß Nantes ab 1992 eine Offensive, die sich blind verstand und insbesondere Mitte der 1990er Jahre in Frankreich ihresgleichen suchte. 1994/95 wurde Patrice Loko in dieser Formation nicht nur französischer Meister, er gewann auch die Torjägerkrone mit 22 Treffern. Zudem hatte er 1993 bereits in der Équipe Tricolore debütiert und wurde dort ab Ende 1994 Stammspieler.
Nach dieser rasanten Entwicklung wechselte Loko 1995 zu Paris Saint-Germain. Die ersten beiden Jahre dort ließen sich für ihn auch gut an: zwar wurde PSG jeweils nur Vizemeister hinter AJ Auxerre bzw. AS Monaco, aber Loko spielte in 65 der 76 Meisterschaftsspiele und erzielte dabei 23 Treffer. Außerdem gewann er mit seinem Verein 1996 den europäischen Pokalsiegerwettbewerb, dessen Finale er 1997 erneut erreichte (0:1 gegen CF Barcelona), und nahm mit der Nationalmannschaft an der Europameisterschaft 1996 in England teil. Aber seit seinem Weggang aus Nantes bekam er zunehmend Probleme, hielt dem sportlichen und medialen Druck phasenweise nicht stand, litt unter Depressionen, wurde wegen eines Sexualdelikts festgenommen und ab Mitte 1997 nicht mehr in die Nationalelf berufen. So kam er in der Saison 1997/98 nur noch auf 10 Punktspieleinsätze für PSG und stand auch nicht in der Mannschaft, die 1998 den Landespokal gewann. Vier Wochen vorher, beim Ligapokalfinale, das PSG ebenfalls für sich entschied, war er wenigstens noch eingewechselt worden, wenn auch erst 15 Minuten vor Ende.
Im Sommer 1998 wurde Patrice Loko an den Aufsteiger FC Lorient ausgeliehen, aber noch vor Saisonende nach Paris zurückgeholt. Drei Monate später wechselte er zu Montpellier HSC. Auch Lokos acht Saisontore konnten Montpelliers Abstieg in die Division 2 nicht verhindern; nach einem halben Jahr und nur einem einzigen Auftritt in der zweiten Liga ging Loko für den Rest der Saison 2000/01 zu Olympique Lyon, wurde mit dem Team nominell auch erneut Ligapokalsieger, musste aber im Endspiel wiederum zuschauen. Bis 2004 spielte Loko noch für ES Troyes (in der D1), erneut bei Lorient (in der D2) und für AC Ajaccio (wieder in der höchsten Spielklasse) und beendete dann seine Spielerkarriere.

## Der Nationalspieler
Zwischen Februar 1993 und Juni 1997 bestritt Patrice Loko insgesamt 26 Spiele (8 für den FC Nantes, 18 für Paris Saint-Germain) in der französischen Nationalmannschaft und schoss sieben Tore für Les Bleus. Bei der Fußball-Europameisterschaft 1996 in England wurde er in allen fünf Partien Frankreichs eingesetzt und erzielte einen Treffer.

## Lokos Leben nach Karriereende
Seit 2004 arbeitete Loko im Trainerstab mehrerer Amateurvereine mit, die er ähnlich rastlos wie in der zweiten Hälfte seiner Zeit als Spieler wechselte. Derzeit (Oktober 2005) ist Patrice Loko bei AS Cannes Jugendtrainer.

## Palmarès
- Französischer Meister: 1995 (mit FC Nantes)
- Französischer Pokalsieger: 1998 (mit PSG; nominell)
- Gewinn des Europäischen Pokalsiegerwettbewerbs: 1996 (und Finalist 1997, beides mit PSG)
- Französischer Ligapokalsieger: 1998 (mit PSG), 2001 (mit Olympique Lyon, nominell)
- Torschützenkönig der Division 1: 1995 (mit FC Nantes)
- 26 A-Länderspiele, 7 Tore